# Guerra gótica (401-403)
La guerra gótica de los años 401 a 403 fue un conflicto bélico que enfrentó a los godos de Alarico con el Imperio romano de Occidente.
Se inició en el otoño del año 401 cuando el líder godo entró dentro del territorio del Imperio occidental al frente de un ejército con el objetivo de que les asignasen tierras dentro de sus fronteras. Aprovechó para ello que el grueso de las tropas imperiales que protegían Italia se encontraba al norte de los Alpes para rechazar una invasión de vándalos y alanos.
Los primeros meses fueron favorables para los godos ya que consiguieron llegar, casi sin oposición, cerca de Milán, la capital imperial donde vivía Honorio. Este, huyó hacia la Galia aunque fue interceptado y obligado a refugiarse en Asti. Tras el retorno del ejército comandado por Estilicón, se libraron dos batallas en Pollenzo y Verona con resultado favorable a las armas romanas. 
La guerra finalizó con la retirada de Alarico y sus godos fuera del territorio imperial aunque, en previsión de nuevos ataques similares, la corte se trasladó de Milán a la, más segura, Rávena. Estos temores no serían infundados ya que Italia sufrió, en pocos años, nuevas invasiones. De hecho, esta guerra se considera como el inicio de la caída del Imperio romano de Occidente.

## Antecedentes

### El asentamiento de los godos en Ilírico
Los godos habían entrado en el Imperio oriental en año 376 y tras seis años de guerra, consiguieron asentarse en la provincia de Mesia en virtud de un tratado de foedus. A la muerte del emperador Teodosio —en el año 395— se rebelaron liderados por Alarico y después de saquear la península balcánica durante tres años consiguieron el control de la prefectura de Ilírico situada junto al Imperio occidental.  Alarico fue nombrado magister militum per Illyricum y bajo su dirección, los godos procedieron al saqueo de las principales ciudades y sobre todo, de sus arsenales. De esta manera, en el año 401 formaban un ejército más formidable que lo que habían sido al inicio de su rebelión en el 395.
Para el éxito godo fue determinante la disputa que mantenían ambas mitades del Imperio por el control de la citada prefectura de Ilírico que estaba en posesión de la oriental. Esto impidió que Estilicón actuara eficazmente contra ellos ya que, temiendo que su éxito llevase al control de la prefectura por la corte de Milán, la de Constantinopla le ordenó retirarse en las dos ocasiones que el general  occidental tuvo a los godos a su merced. En un sentido contrario, esta  cuestión parece que fue el motivo de que, en posteriores enfrentamientos, Estilicón dejase ir a Alarico con la previsión de utilizar sus fuerzas contra la mitad oriental.

### Causa de la guerra
Se estima que la decisión de Alarico de invadir Italia fue consecuencia de la reacción anti-goda dentro en Constantinopla. A finales del año 399, el líder godo Gainas había alcanzado la cumbre de su carrera al ser nombrado magister militum del ejército imperial oriental y parecía que sería la personalidad dominante del gobierno de Arcadio.
Sin embargo, la emperatriz Elia Eudoxia pudo maniobrar hábilmente y consiguió ser nombrada Augusta. Aglutinó, entonces, a varios personajes importantes de la corte en lo que se podría llamar un «partido anti-bárbaro». Mientras tanto, Gainas, demostró ser un gobernante torpe ya que enseguida se enfrentó al senado y a Juan, el patriarca de Constantinopla. Al ver que el sentimiento anti-godo dentro de la ciudad se hacía cada vez más fuerte, decidió —en julio del 400— abandonarla discretamente junto a sus seguidores godos aunque la población cerró las puertas y masacró a los que no pudieron salir. Gainas —declarado enemigo público por el senado— consiguió llegar al Danubio y atravesarlo aunque fue capturado por los hunos de Uldin quienes le dieron muerte y enviaron su cabeza a Arcadio.
Parece ser que, al ver el destino de Gainas y sus godos que servían en el ejército oriental así como la colaboración de los hunos para acabar con ellos, Alarico decidió abandonar el Imperio oriental y entrar en la mitad occidental para obligar a Honorio a que les asignase un territorio donde asentar a su pueblo. El momento oportuno se le presentó en el siguiente año 401 cuando Estilicón tuvo partir con el grueso del ejército de Italia a Nórico y Recia para rechazar una invasión de vándalos y alanos dirigidos por Radagaiso.

## Desarrollo

### Entrada en Italia y persecución a Honorio

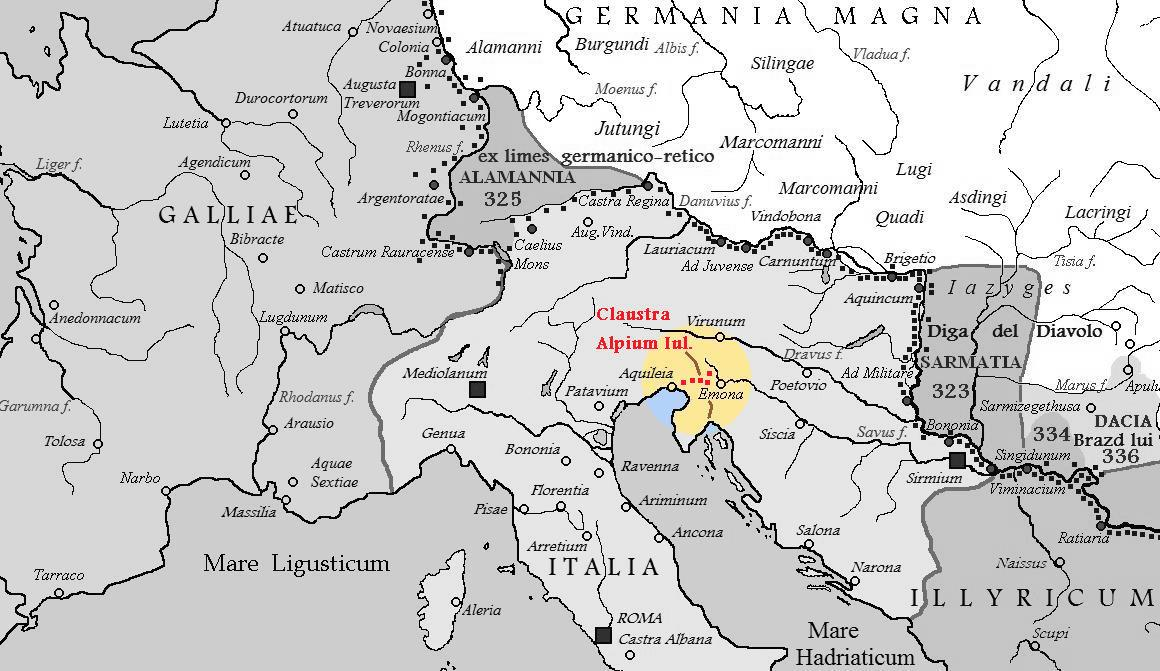
El sistema de fuertes que protegía el paso de los Alpes julianos se encontraba abandonado cuando Alarico inició su invasión de Italia en 401.

Tras finalizar el verano del 401 y recogerse las cosechas, Alarico partió con sus hombres hacia el norte, a Sirmio, donde giró al oeste y siguió el curso del río Sava para llegar a los Alpes julianos cuyos pasos se encontraban sin defensa.
El primer enfrentamiento con el ejército romano tuvo lugar el 18 de noviembre de ese año en el área de Duino, junto al río Timavo. En él, los godos obtuvieron una fácil victoria y pudieron avanzar sin oposición hasta Aquilea. Parece ser que  la ciudad se rindió tras lo que, durante el invierno, continuaron por la provincia de Venetia e Istria donde las ciudades a su paso les abrieron las puertas. Se dirigieron, entonces, hacia Milán donde residía Honorio con su corte. En su camino, atravesaron el río Adda en el que Alarico dejó a parte de sus tropas para impedir que las de Estilicón lo cruzasen en su retorno desde el norte.
Los godos se aproximaron a la ciudad y ante esta situación, el emperador huyó con parte de su corte hacia Arlés, en el sur de la Galia. Alarico inició el asedio mientras que envió a parte de su caballería para interceptar a Honorio. Este, ante el peligro de ser capturado, decidió refugiarse en Asti por lo que Alarico dejó en paz a la capital y se dirigió con el resto del ejército a sitiar al emperador. Asti era una pequeña ciudad pero estaba bien fortificada y pudo soportar el asedio godo durante unas valiosas semanas que permitieron el retorno de Estilicón con el ejército italiano en la primavera del 402.

### Retorno de Estilicón a Italia

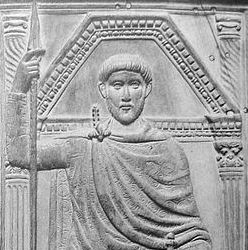
Estilicón dirigió el ejército romano durante esta guerra.

Estilicón pudo rechazar bien la invasión de Radagaiso en Nórico y Recia. Ante las noticias de la llegada de Alarico a Italia, decidió integrar, como foederati, a un contingente de los vencidos vándalos así como reclutar un cuerpo de caballería alana comandada por Saúl. También envió mensajeros a Britania y Galia para que alguna de las legiones estacionadas allí se dirigiesen a Italia.
Las tropas romanas cruzaron los pasos alpinos en pleno invierno y al llegar al río Adda, Estilicón decidió no perder tiempo en un enfrentamiento contra los godos que protegían su puente por lo que su ejército los bordeó y atravesó el río a nado. A marchas forzadas, se adelantó con parte de sus tropas y comenzó a rodear a los sitiadores godos. Estos, ante el peligro de verse bloqueados, decidieron abandonar el asedio. Se les presentaron dos opciones: continuar hacia la Galia o retirarse hacia el sur. Debido a que la llegada de las legiones del Rín y Britania podía obligarlos a una guerra en dos frentes, decidieron seguir el curso del río Tanaro hacia el sur.

### Enfrentamientos en Pollenzo y Verona
Pollentia estaba situada en una calzada que, bordeando la montaña, se dirigía a Vado Ligure, en la costa ligur. Las tropas de Alarico establecieron su campamento cerca de la ciudad ante el avance del grueso del ejército romano. Estilicón aprovechó el día de Pascua y mientras que los godos estaban inmersos en su celebración, ordenó a la caballería alana comandada por Saúl que atacase por sorpresa. El éxito inicial obligó a los godos a abandonar el campamento con graves pérdidas aunque pudieron reagruparse rápidamente, contraatacar y rechazar a los alanos además de matar a su comandante. Ante el fracaso de la caballería, Estilicón atacó con la infantería y obligó a Alarico a retirarse dentro de la montaña donde montaron un lugar fortificado. Comenzaron, entonces, negociaciones entre ambos bandos. Alarico era partidario de seguir con la campaña aunque parte de sus generales veían mejor llegar a un acuerdo con los romanos y retornar a Iliria. Al final, se adoptó esta posición y se dirigieron al oeste mientras que tropas romanas les seguían a distancia para comprobar que cumplían lo acordado y abandonaban Italia.
En su marcha, Alarico detuvo al ejército a la altura de Verona, una ciudad desde donde partía la ruta hacia el paso alpino del Brennero. No están claros sus motivos aunque parece ser que planeaba pasar a Galia a través de los Alpes. Era el mes de julio o agosto cuando, avisado de sus intenciones, Estilicón decidió atacarles. Ordenó que parte de sus tropas los bordeasen por la montaña y bloqueasen la ruta que entraba en los Alpes. Cuando habían ocupado sus posiciones, lanzó un  ataque con la caballería alana que los godos consiguieron rechazar aunque, al intentar retroceder por el camino de la montaña, se encontraron con las tropas romanas que lo protegían. Alarico decidió, entonces tomar una colina y fortificarse.
Aunque el líder godo pretendió resistir, su ejército comenzó pronto a sufrir hambre, enfermedades y deserciones entre las que se contaron las de Ulfilas y Saro. En esta situación, inició conversaciones con Estilicón que llevaron a que este le permitiese abandonar Italia aunque con la condición de que asentase a su pueblo más allá de las fronteras imperiales de Dalmacia y Panonia. De esta manera, los godos abandonaron el territorio imperial en el año 403.

## Consecuencias
La victoria romana fue inicialmente recibida con alegría entre la población y Honorio acudió a Roma para celebrar un triunfo en compañía de su general. Con todo, pronto se comenzaron a levantar voces críticas con la decisión que había tomado Estilicón de dejar ir a Alarico.
Debido al peligro que había sufrido la corte imperial en Milán, se decidió cambiar la capital a la más segura ciudad de Rávena, situada en la costa adriática y una de las bases navales del Imperio. Esta, estaba rodeada de un área pantanosa y su único acceso desde tierra era un camino artificial fácil de defender o de destruir, si era necesario.
Esta guerra está considerada como el inicio de la caída del Imperio romano de Occidente. La paz en Italia no duraría mucho ya que dos años más tarde —en el 405— fue invadida por un ejército liderado por Radagaiso y posteriormente —en el año 408—, otra vez por los godos de Alarico.